# Kaloplocamus ramosus
Kaloplocamus ramosus är en snäckart som först beskrevs av Cantraine 1835.  Kaloplocamus ramosus ingår i släktet Kaloplocamus och familjen Triophidae. Inga underarter finns listade i Catalogue of Life.